# Oklahoma City Energy FC

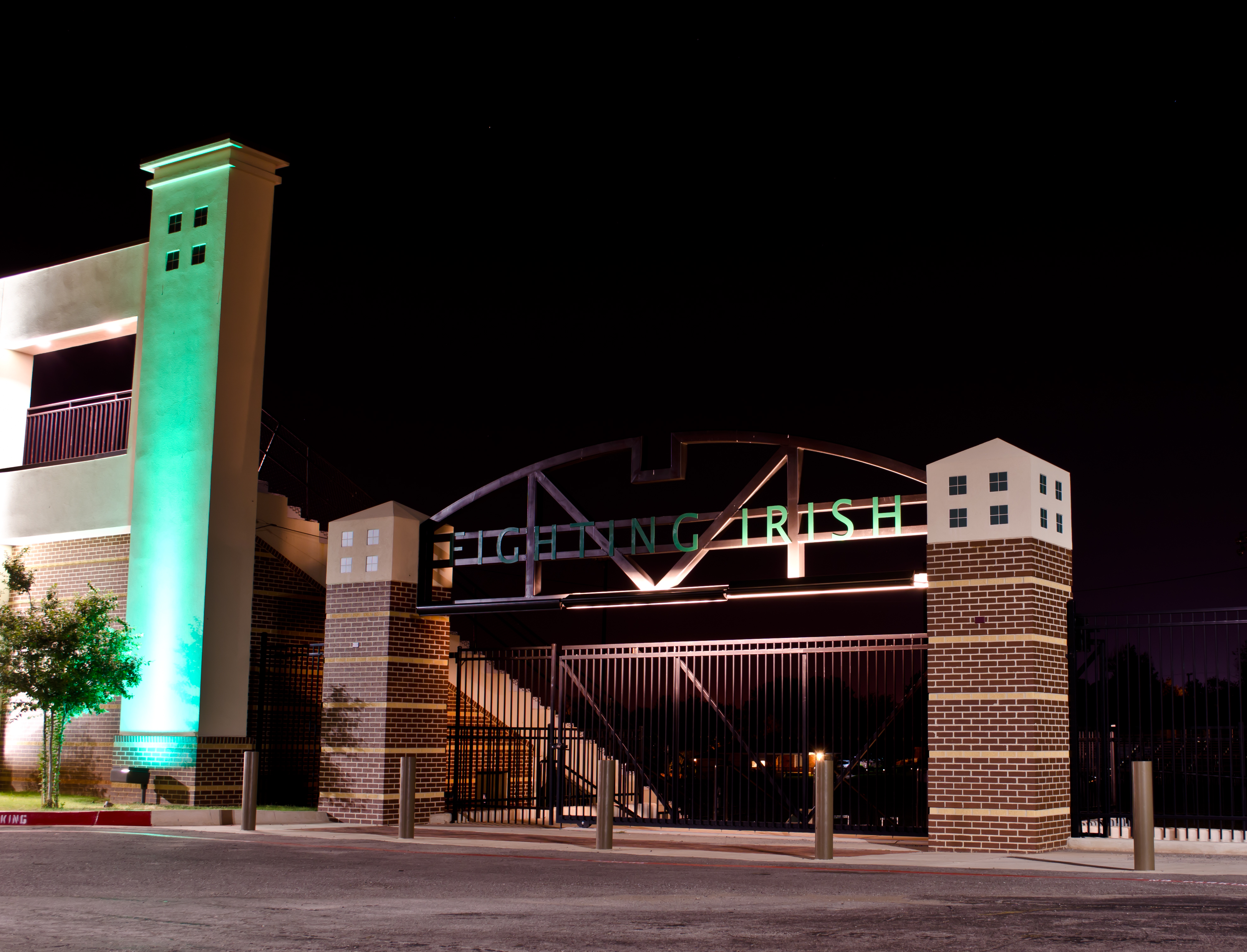
El Pribil Stadium, sede del club en 2013 y 2014.

El Oklahoma City Energy FC es un equipo de fútbol de los Estados Unidos que juega en la USL Championship, la segunda liga de fútbol más importante del país.

## Historia
Fue fundado el 2 de julio del año 2013 en Oklahoma City al recibir la empresa Prodigal LCC, del empresario local Bob Funk Jr., propietaria del club, la franquicia solicitada a la United Soccer League para inscribir al equipo en la USL Championship en la temporada 2014. Prácticamente a la vez, otra empresa de Oklahoma City, Sold Out Strategies, propietaria del equipo Oklahoma City FC, consiguió una franquicia en la extinta NASL, asegurando el contrato de alquiler del Taft Stadium que el Oklahoma City Energy FC también quería.
El 20 de diciembre de 2013 el equipo anunció un convenio con el Sporting Kansas City para ser su equipo filial.
Finalmente debutaron en la USL Championship en la temporada 2014, en la cual quedaron en 10º lugar y eliminados de los play-offs, y en la Lamar Hunt U.S. Open Cup fueron eliminados en la tercera ronda.